# Kerstin Tackmann
Kerstin Tackmann (* 1978) ist eine deutsche Physikerin und Professorin an der Universität Hamburg. Sie arbeitet an Studien zu den Eigenschaften des Higgs-Boson, die 2012 durch CMS- und ATLAS-Experimente am LHC des CERN entdeckt wurden.

## Leben und Werk
Tackmann studierte Physik mit dem Abschluss Diplom von 1998 bis 2004 an der Technischen Universität Dresden. Von 2004 bis 2008 forschte sie an der University of California, Berkeley am BaBar-Experiment am Stanford Linear Accelerator Center und promovierte 2008. Nachfolgend war sie Wissenschaftliche Assistentin an der Humboldt-Universität zu Berlin und forschte dann als Research Fellow am CERN in der Schweiz und wurde Expertin für Higgs-Physik.
2011 ging sie als Leiterin einer Helmholtz Young Investigator Group zu Deutsches Elektronen-Synchrotron (DESY) in Hamburg. 2018 trat sie die Stelle einer Universitätsprofessorin für experimentelle Teilchenphysik an der Fakultät für Mathematik, Informatik und Naturwissenschaften in Kooperation mit dem Deutschen Elektronen-Synchrotron an.

## Auszeichnungen
- 2012: Bjørn Wiik Prize
- 2013: Hertha-Sponer-Preis, Deutsche Physikalische Gesellschaft
- 2014: Young Scientist Prize in Particle Physics, International Union of Pure and Applied Physics.